# Pereionotus alaniphlias
Pereionotus alaniphlias is een vlokreeftensoort uit de familie van de Phliantidae. De wetenschappelijke naam van de soort is voor het eerst geldig gepubliceerd in 1970 door J.L. Barnard.